# Adèle von Wedderkop
Julia Carolina Adolfina Adèle Cordelia von Wedderkop, född 7 oktober 1792, död 1871 sannolikt i klostret Preetz, Holstein, var en svensk stiftsdam och målare. 
Hon var dotter till kaptenen och lantrådet i hertigdömet Slesvig Magnus von Wedderkop och Cordelia von Boije. Wedderkop hade tre bröder Theodor, Georg och Gustaf och en syster Constantia. Familjen bodde på godset Dollrot i Dollrotfeld.  
Efter föräldrarnas skilsmässa 1810 och moderns omgifte med läkaren Pehr Gustaf Cederschjöld fick hon en yngre halvrbror Fredrik August Cederschjöld.  
Wedderkops mor var också hon konstnär och man kan tänka sig att hon instruerade sin dotter i målning och teckning. Efter faderns död 1825 reste Wedderkop och hennes bror till Sverige. Mellan åren 1825–1846 reste Wedderkopp mellan Sverige och kontinenten. 
Von Wedderkop omnämns i C.A. Odelbergs anteckningar vid Nordiska museet som landskapsmålare i akvarell som var ovanligt kraftigt målade i en naturlig stil med en stor skönhet. 
Blev senare i livet stiftsdam i kloster i Preetz där hon avled 1871.